# Demétrio Pavlovich da Rússia
Dmitri ou Demétrio Pavlovich da Rússia (em russo: Дмитрий Павлович Романов; romaniz.: Dmitri Pávlovich Románov; Moscou, 18 de setembro de 1891 — Davos, 5 de março de 1942) foi um grão-duque russo, sendo filho do grão-duque Paulo Alexandrovich e neto do imperador Alexandre II da Rússia. Teve uma ligação amorosa com o príncipe Félix Yussupov e acabou por se juntar a ele e a um grupo de nobres para assassinar o monge siberiano, Gregorio Rasputine.

## Início de vida

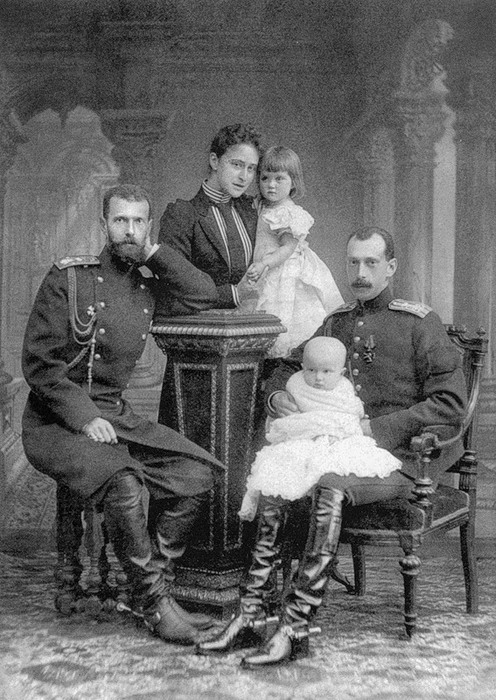
O grão-duque Sérgio, sua esposa, a grã-duquesa Isabel, a grã-duquesa Maria Pavlova e o grão-duque Paulo com seu filho Dimitri no colo, 1892.

O grão-duque Dmitri nasceu a 18 de setembro [6 de setembro no calendário juliano] de 1891, sendo o segundo filho e o único varão do grão-duque Paulo Alexandrovich e da sua primeira esposa, a grã-duquesa Alexandra Georgievna da Rússia, nascida Princesa Alexandra Georgievna da Grécia e Dinamarca. O pai de Dmitri, grão-duque Paulo Alexandrovich, era o filho mais novo do imperador Alexandre II da Rússia e da sua primeira esposa, a imperatriz Maria Alexandrovna. A mãe de Dmitri, Alexandra, era filha do rei Jorge I da Grécia e de sua esposa, a rainha Olga Constantinovna, nascida uma grã-duquesa russa.
O nascimento de Dmitri deu-se em circunstâncias trágicas. No verão de 1891, a grã-duquesa Alexandra e o grão-duque Paulo visitaram o irmão deste, o grão-duque Sérgio Alexandrovich, na sua propriedade rural de Ilyinskoye, perto de Moscovo. Alexandra encontrava-se grávida de sete meses de Dmitri quando, durante um passeio com amigos junto ao rio Moscova, saltou para um barco, caindo ao entrar. No dia seguinte, colapsou em pleno baile devido a violentas dores de parto provocadas pelo esforço do dia anterior; Dmitri nasceu nas horas que se seguiram ao acidente. Alexandra entrou em coma do qual nunca mais recuperou, vindo a falecer de eclâmpsia seis dias após o parto. Apesar de os médicos não depositarem esperança na sobrevivência do recém-nascido, Dmitri sobreviveu com a ajuda do seu tio, o grão-duque Sérgio Alexandrovich, que lhe ministrou os banhos prescritos pelos médicos, o envolveu em algodão e o manteve num berço aquecido com botijas de água quente, conforme os tratamentos disponíveis na época para manter vivos bebés prematuros.

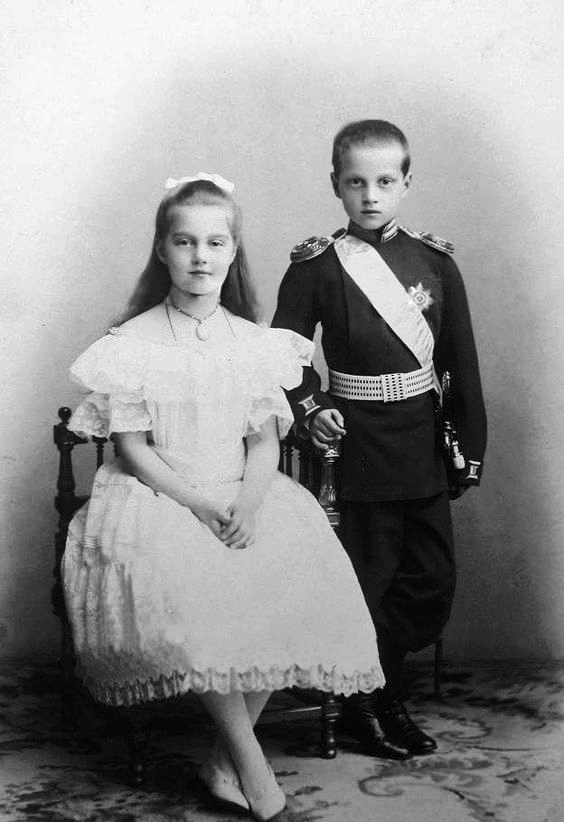
Dmitri com a irmã Maria em 1899.

Aquando do seu nascimento, Dmitri já tinha uma irmã mais velha, a grã-duquesa Maria Pavlovna, com quem manteve ao longo da vida uma relação muito próxima. O grão-duque Paulo, profundamente abalado pela morte súbita da sua jovem esposa, negligenciou inicialmente os seus dois filhos pequenos: Dmitri e Maria Pavlovna. Assim, os cuidados das crianças recaíram maioritariamente sobre o irmão mais velho de Paulo, o grão-duque Sérgio Alexandrovich, e sua esposa, a grã-duquesa Isabel Feodorovna, que não tinham filhos. As crianças passavam os Natais e, mais tarde, também algumas férias de verão com o casal, que lhes reservou um quarto de brinquedos e dormitórios na sua casa de campo em Ilinskoe.[carece de fontes?]
Viúvo, o grão-duque Paulo instalou-se com os filhos no seu palácio em São Petersburgo. As crianças ocupavam um conjunto de quartos no segundo andar, sendo cuidadas por amas e assistentes.  Comandante da Guarda Montada Imperial, o grão-duque Paulo amava os seus filhos, mas, como era costume à época, abstinha-se de demonstrar afeto espontâneo. Dmitri e a irmã foram inicialmente educados em casa por preceptoras e tutores privados.  Ambos adoravam o pai, que os visitava duas vezes por dia. Como todos os membros masculinos da família Romanov, Dmitri estava destinado a seguir uma carreira militar, que tradicionalmente se iniciava aos sete anos de idade. No seu caso, este início foi adiado até aos nove anos. Na primavera de 1901, a sua educação foi confiada ao General George Mikhailovich Laiming, um homem afetuoso e caloroso que rapidamente se dedicou ao seu pupilo.  Laiming mudou-se para o palácio com a esposa e o filho de quatro anos, Boris. Nos seus aposentos, Dmitri e a irmã beneficiaram de um ambiente familiar acolhedor.

## Juventude e educação

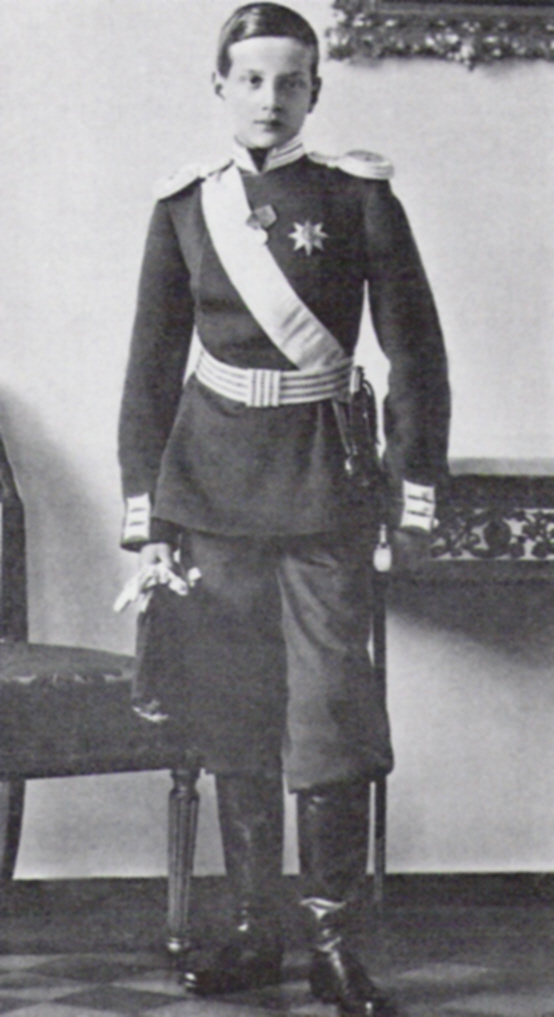
Dmitri em uniforme militar em 1905.

Em 1895, o grão-duque Paulo iniciou uma relação extraconjugal com uma mulher casada, Olga Valerianovna Pistohlkors. Conseguiu obter para ela o divórcio e acabou por casar com Olga em 1902, enquanto o casal se encontrava no estrangeiro. Este casamento violava as leis da Casa Imperial dos Romanov e, tendo-se realizado em desafio à oposição do imperador Nicolau II, este proibiu-os de regressar à Rússia. O grão-duque Paulo foi impedido de levar os filhos consigo para o exílio. Ficando sem a presença paterna, Dmitri, então com onze anos, e a sua irmã Maria Pavlovna, com doze, foram enviados para viver com o tio, o grão-duque Sérgio Alexandrovich, e a esposa deste, a grã-duquesa Isabel Feodorovna (irmã da Imperatriz), em Moscovo.
A perda do pai e a mudança repentina para Moscovo causaram grande sofrimento a ambas as crianças. Nas suas memórias, a grã-duquesa Maria Pavlovna descreve o tio, Sérgio, como um disciplinador severo e a tia, Isabel, como uma figura fria e pouco acolhedora. Em 1903, aos doze anos de idade, Dmitri foi matriculado no Regimento da Guarda de Cavalaria, após completar os estudos na Academia de Cavalaria.
A 4 de fevereiro de 1905, o grão-duque Sérgio, que recentemente renunciara ao cargo de Governador-Geral de Moscovo, foi assassinado por Ivan Kaliáiev, membro do Partido Socialista-Revolucionário. Kaliáiev, munido de uma bomba artesanal, abortara a sua primeira tentativa de assassínio ao ver Dmitri e Maria com o tio na carruagem. O assassinato do grão-duque Sérgio é retratado na peça Les Justes, escrita em 1949 pelo autor e filósofo francês Albert Camus. A morte do tio foi apenas uma entre várias perdas provocadas por assassinatos que privaram Dmitri de membros próximos da sua família. Após o falecimento de Sérgio, o grão-duque Paulo foi autorizado a regressar à Rússia para assistir ao funeral. Solicitou ao imperador Nicolau II que lhe restituísse a guarda dos filhos, mas o pedido foi recusado, sendo a tutela atribuída à viúva, a grã-duquesa Isabel Feodorovna.[carece de fontes?] Maria Pavlovna conservou ressentimentos em relação à tia, a quem culpou pela sua precipitada e malsucedida união com o príncipe Guilherme da Suécia, em 1908. Dmitri, pelo contrário, estabeleceu com Isabel uma forte ligação afectiva, passando a admirar profundamente a sua coragem e firmeza de carácter.

## Anos de formação

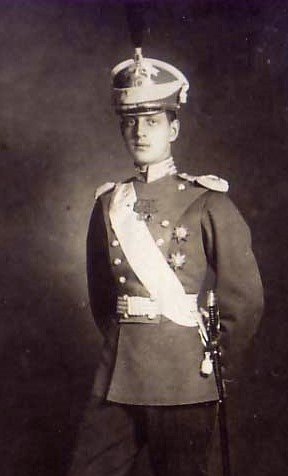
Dmitri em uniforme militar, c. 1910.

O casamento de Maria Pavlovna com o príncipe Guilherme ocorreu em Tsarskoe Selo em 1908, e ela partiu para a Suécia com o marido. Isabel Feodorovna ficou por um tempo no Palácio de Alexandre em Tsarskoe Selo como convidada do imperador e da imperatriz. Foi durante esse período que Dmitri começou a formar um vínculo estreito com Nicolau II, considerando-o um pai substituto. Ele se juntava a ele em suas caminhadas diárias e procurava passar o máximo de tempo possível com ele. Nicolau, por sua vez, tratou Dmitri com muita gentileza. Ele parece ter amado o espírito livre e o senso de humor do jovem, uma distração bem-vinda do estresse de sua vida diária.
Em 1909, Dmitri deixou os cuidados da tia para se mudar para São Petersburgo com seu tutor e companheiro, o general Laiming. Ele morou no palácio vago de seu pai e depois no Palácio Beloselsky-Belozersky, que herdara de seu tio, o Grão-Duque Sérgio, e que se tornaria sua residência principal até deixar a Rússia. Matriculou-se na Escola de Cavalaria Nikolaevskoe e, após a formatura, foi comissionado como corneta no Regimento da Guarda Montada, que seu pai havia comandado.[carece de fontes?]

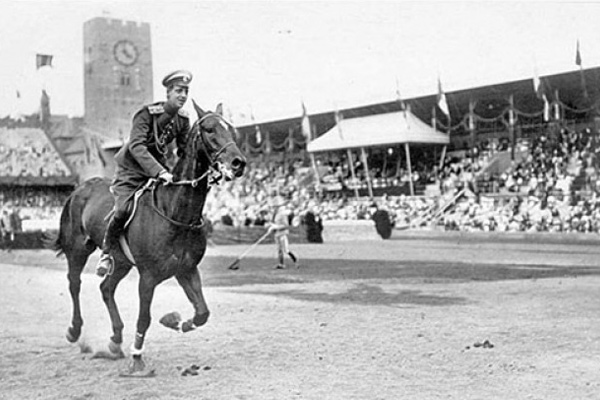
Dmitri nas Olimpíadas de Estocolmo de 1912.

Como primo do czar Nicolau II na linha masculina, ele ocupou uma posição de destaque na corte imperial russa e levou uma vida agitada na classe alta russa. Ele era um excelente equestre e competiu em saltos nas Olimpíadas de Estocolmo de 1912. Ele ficou em nono lugar no salto individual, enquanto a Rússia ficou em quinto lugar no salto por equipes. Decepcionado com o desempenho da equipe russa, Dmitri deu início à ideia de uma competição esportiva nacional russa, o início do que, sob o domínio soviético, se tornou a Spartakiada.
Na primavera de 1914, o pai de Dmitri voltou a viver na Rússia, estabelecendo-se com sua segunda esposa e nova família em Tsarskoye Selo. Na mesma época, a irmã de Dmitri, a grã-duquesa Maria Pavlovna, que havia se divorciado do marido, também retornou à Rússia, mudando-se com Dmitri. No entanto, incomodado pela forte necessidade que ela tinha dele, Dmitri se distanciou um pouco de sua irmã, magoando-a terrivelmente. Poucos meses depois, a Primeira Guerra Mundial começou. Todos os membros da família se juntaram ao esforço de guerra. Dmitri serviu no Regimento de Cavalaria da Guarda da Vida, participando da campanha na Prússia Oriental. Durante as primeiras semanas da guerra, ele foi condecorado com a Ordem de São Jorge depois de resgatar um cabo ferido sob pesado tiroteio.

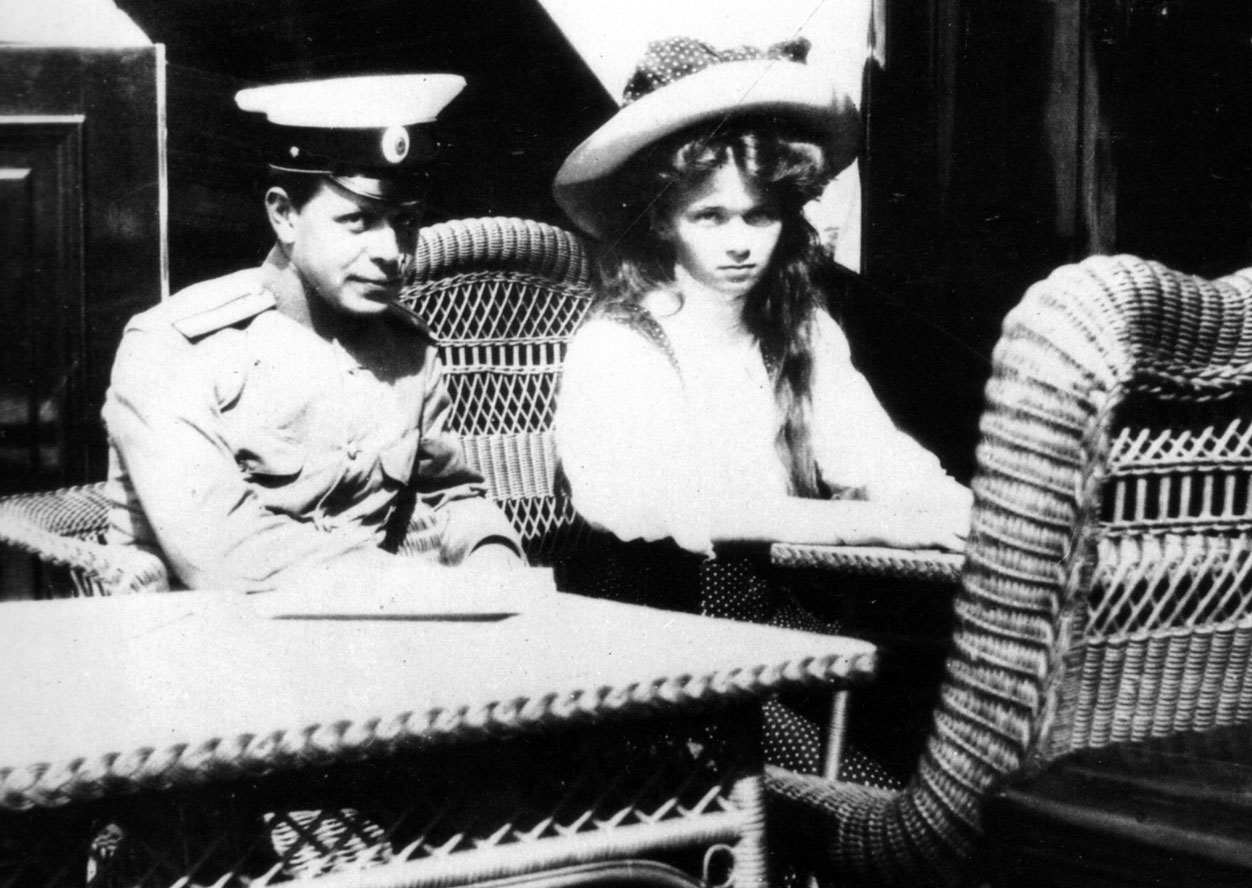
Dmitri com a prima, a a grã-duquesa Olga Nikolaevna, filha do imperador Nicolau II.

Em 1914, seu amigo Félix Yussupov casou-se com a única sobrinha do czar, a princesa Irina Alexandrovna. Depois disso, de acordo com a memorialista Meriel Buchanan, ele se tornou "mais imprudentemente dissipado", desamparado e desolado. O historiador Greg King afirmou que Dmitri "nutria uma intensa devoção romântica" pelo abertamente bissexual Félix. Mas o próprio Felix afirmou que foi porque Dimitri queria se casar com Irina. Nesse ínterim, foi especulado um casamento entre a filha do imperador Nicolau II, a grã-duquesa Olga Nikolaevna, e seu primo Dmitri. O historiador Edvard Radzinsky especula que o noivado foi quebrado pela antipatia de Demétrio com Rasputine, sua associação com Yussupov e os rumores de que ele era bissexual.

## Assassinato de Rasputine
Em agosto de 1915, quando o imperador Nicolau II abandonou São Petersburgo para assumir pessoalmente o comando supremo dos exércitos russos na Primeira Guerra Mundial, a sua esposa, a imperatriz Alexandra Feodorovna, passou a encarregar-se dos assuntos administrativos quotidianos do governo a partir da capital. Alexandra depositava grande confiança em Gregorio Rasputine, um camponês curandeiro que aparentava ter salvo o seu filho hemofílico, o czarevich Alexei, de uma morte iminente. À medida que se acumulavam as derrotas russas durante o conflito, tanto Rasputine como a imperatriz Alexandra tornaram-se progressivamente impopulares. Eventualmente, o grão-duque Dmitri uniu-se a Félix Yusupov, a Vladimir Purishkevich (líder dos monárquicos na Duma), ao Dr. Stanislaus de Lazovert e ao tenente Sergei Mikhailovich Sukhotin, oficial do Regimento Preobrazhensky, numa conspiração para assassinar Gregorio Rasputine. Os conspiradores acreditavam que, eliminando a influência de Rasputine sobre a família imperial, estariam a favorecer uma mudança benéfica nas políticas do imperador.[carece de fontes?]

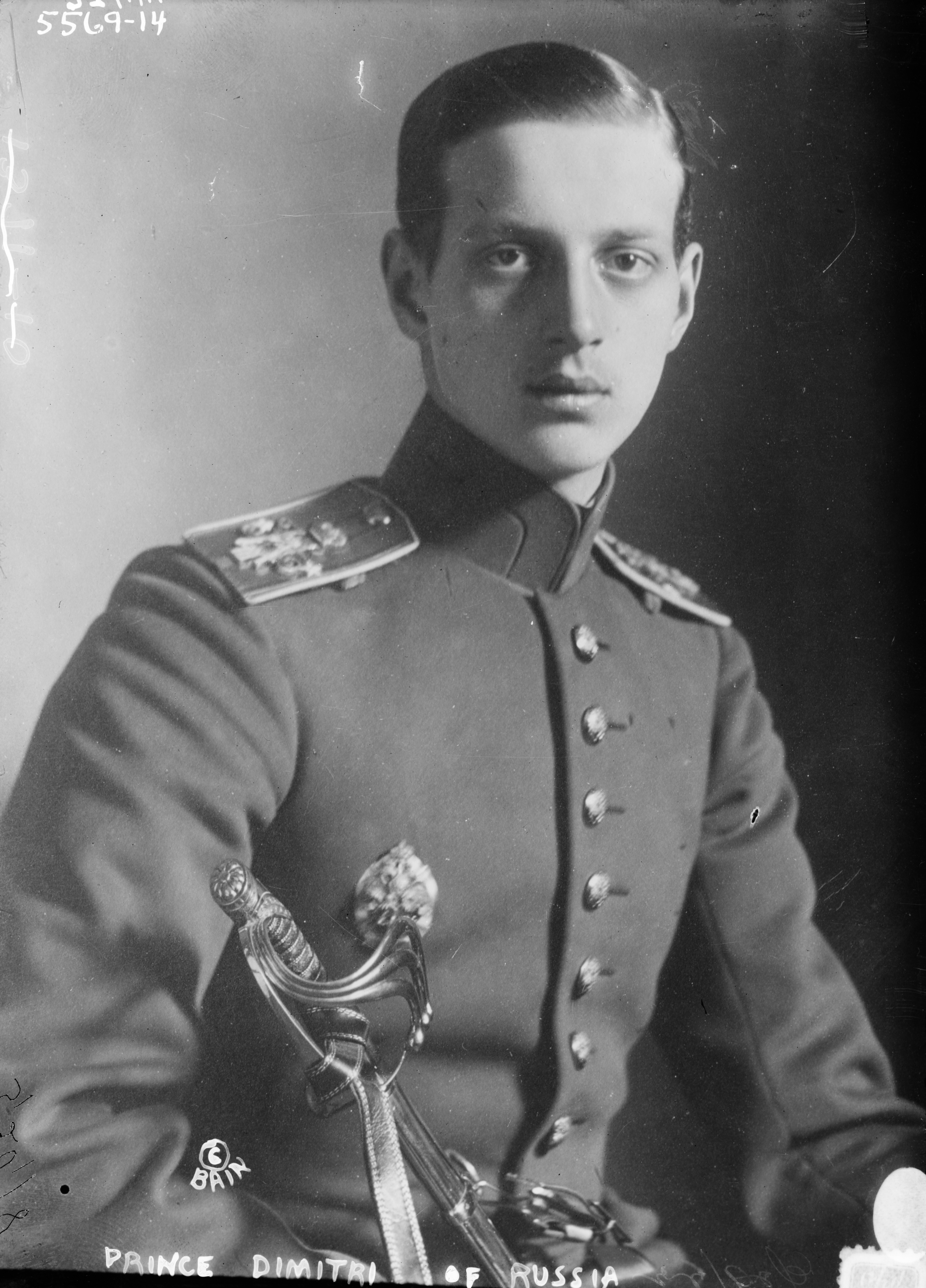
Dmitri em 1916.

Na noite de sexta-feira, de 16 para 17 de dezembro (calendário juliano) de 1916, Félix Yusupov, que vinha visitando Rasputine regularmente nos últimos meses sob o pretexto de tratamentos, convidou-o a sua casa. Com Stanislaus de Lazovert vestido com uniforme de motorista, Félix dirigiu-se à residência de Rasputine para o ir buscar. Por volta da 1h30 da madrugada, chegaram ao Palácio Moika de Yusupov, onde uma sala na cave da ala oriental fora especialmente preparada para o assassínio. Durante cerca de uma hora, Félix entreteve o desprevenido Rasputine com vinho tinto, até o embebedar. Depois, enquanto ambos estavam sentados, Yusupov disparou sobre Rasputine a curta distância, utilizando a pistola Browning pertencente ao grão-duque Dmitri. A bala entrou no corpo de Rasputin pelo lado esquerdo, perfurando o estômago, o fígado e o rim. O ferimento foi letal, mas Rasputine não morreu imediatamente, sangrando profusamente. Em choque, Yusupov deixou Rasputine sozinho para morrer. Ele se juntou aos seus companheiros conspiradores: o grão-duque Dmitri, o político Vladimir Purishkevich e o oficial do exército Sergei Mikhailovich Sukhotin, que estavam esperando em uma sala de estar no térreo. Enquanto isso, Rasputine, ainda vivo, tentou fugir por uma porta lateral para um pátio fechado que se abria para a rua. Alarmado que pudesse escapar, Purishkevich atirou em Rasputine nas costas, na soleira da porta. A bala se alojou na coluna vertebral. O corpo foi levado para dentro e Rasputine foi baleado na testa à queima-roupa. Furioso, Yusopov chutou o cadáver de Rasputine com a ponta de suas botas militares, quebrando seu nariz e olho direito e desfigurando seu rosto. Então os assassinos dirigiram até o Terminal Ferroviário de Varshavsky, onde queimaram as roupas de Rasputine e retornaram à residência de Yusupov. Às 4h50, Dmitri levou os homens e o corpo de Rasputine, envolto em um pano grosso, para a Ponte Petrovskii, que cruzava para a Ilha Krestovsky. Por volta das 5 da manhã, jogaram o corpo no Neva, em um buraco que fizeram no gelo. Durante todo esse tempo, o grão-duque Dmitri, que apenas dirigia o carro, não chegou a ver Rasputine.
A notícia do assassinato de Rasputine espalhou-se rapidamente. No sábado, um jornal vespertino já publicava pormenores do homicídio, identificando corretamente o local e alguns detalhes do ocorrido. No domingo, o grão-duque Dmitri foi colocado em prisão domiciliária. Félix Yusupov, que tentara fugir para a Crimeia, foi interceptado na estação ferroviária. Na altura, residia no palácio da sogra, mas, por recomendação do seu tio por afinidade, o grão-duque Nicolau Mikhailovich, transferiu-se para o palácio do grão-duque Dmitri, em busca de proteção, dado que apenas o imperador tinha autoridade para processar judicialmente membros da família imperial.[carece de fontes?]
O corpo de Rasputin foi encontrado a 19 de dezembro por um polícia fluvial que caminhava sobre o gelo e descobriu o cadáver congelado. A autópsia realizou-se no dia seguinte. O major-general Popel foi o responsável pela investigação do assassínio. Nessa altura, o Dr. Stanislaus de Lazovert e o tenente Sergei Mikhailovich Sukhotin já haviam fugido da cidade. O major-general interrogou o grão-duque Dmitri, Félix Yusupov e Vladimir Purishkevich, mas decidiu não os acusar formalmente de homicídio.[carece de fontes?]

## Exílio

### Banimento para a Pérsia

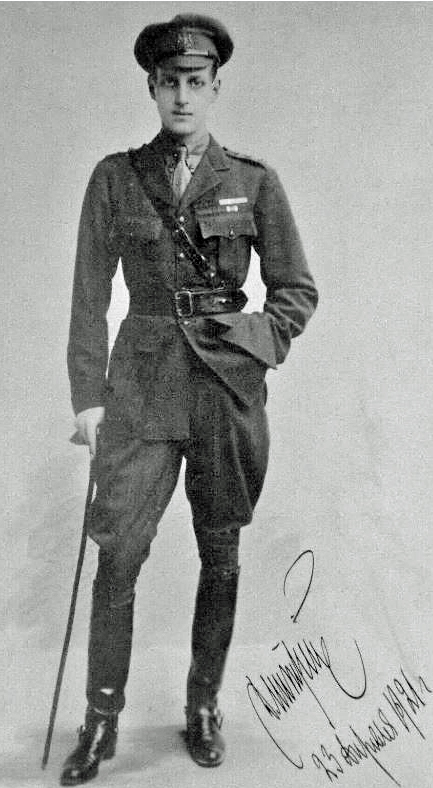
Dmitri no exílio em 1921.

Como consequência da sua participação no assassinato de Rasputine, o grão-duque Dmitri foi banido da corte russa e exilado para a frente de guerra persa. Os apelos por clemência, feitos em seu nome por membros da família Romanov, foram ignorados pelo imperador. Nas primeiras horas do dia 6 de janeiro de 1917 (23 de dezembro de 1916, segundo o calendário juliano), o grão-duque Dmitri partiu de São Petersburgo, de onde nunca mais regressaria. Após quatro dias de viagem, chegou a Bacu, no Mar Cáspio, de onde embarcou na manhã seguinte rumo à costa sul, já em território persa.
À sua chegada à Pérsia, Dmitri foi recebido pelos seus oficiais, pois a sua reputação devido ao assassinato de Rasputine o tornara popular. Serviu durante dez semanas sob o comando do general Nikolai Baratov, que liderava o 1.º Corpo de Cossacos do Cáucaso, na Frente do Cáucaso, na cidade persa de Qazvin. Em menos de dois meses, Nicolau II foi forçado a abdicar, pondo fim ao reinado da dinastia Romanov. O general Baratov pediu a Dmitri para deixar o local, pois havia murmúrios entre os soldados de patentes inferiores, e a sua segurança já não podia ser garantida. Ronald Wingate acolheu Dmitri quando este passou por Najaf. O Governo Provisório convidou-o a retornar à Rússia, mas ele recusou. Sem amigos nem dinheiro, viveu de forma precária. No verão de 1917, Dmitri deixou a zona de ocupação russa e mudou-se para Teerão. Estendeu a sua estadia brevemente com o general Meidel, então comandante da Divisão Cossaca Persa, antes de ser acolhido pelo Ministro britânico em Teerão, Sir Charles Murray Marling, e pela sua esposa, Lucia. Ao longo de 1917 e a maior parte de 1918, o grão-duque Dmitri viveu com os Marling.
Marling obteve uma comissão honorária para Dmitri como oficial de ligação com a Missão Britânica e, eventualmente, convenceu o Ministério dos Negócios Estrangeiros britânico, em 1918, de que ele seria o próximo Imperador da Rússia, conseguindo a sua entrada em Inglaterra. Marling tornou-se uma figura paternal importante para Dmitri, e a relação que estabeleceram provaria ser próxima e duradoura.[carece de fontes?]

### Interlúdio na Inglaterra

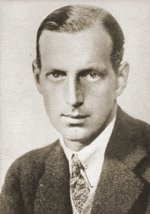
Dmitri no exílio na década de 1920.

Marling e a sua família levaram Dmitri consigo quando partiram de Teerão para Inglaterra no final de 1918. Durante a longa viagem até Inglaterra, a bordo de um vapor lento, Dmitri adoeceu com febre tifóide em Bombaim e esteve perto de morrer. Foi necessário que se recuperasse no Cairo. Em janeiro de 1919, chegou a França, vindo do Egipto. Atravessou o Mar Mediterrâneo, desembarcando em Marselha, e seguiu por terra até Paris. Mantinha um apartamento no Hotel Georges V, e, em França, soube do trágico fim de muitos dos seus parentes Romanov. Os Marlings levaram-no até Londres, onde foi reúnido com a sua tia materna, a grã-duquesa Maria Georgievna. Ela proporcionou-lhe o dinheiro resultante da venda do seu palácio de São Petersburgo, que tinha sido concluída antes de os bolcheviques tomarem o poder. Dmitri tomou um quarto no Hotel Ritz e passou a maior parte do seu tempo com a sua tia.[carece de fontes?]
Lady Marling foi ver o secretário privado assistente do rei Jorge V, Lorde Cromer, para o informar da chegada do grão-duque. O rei ficou horrorizado; a sua presença era um inconveniente para o governo britânico, que não queria incomodar o novo regime bolchevique.[carece de fontes?]
Em Londres, Dmitri foi finalmente reunido com a sua irmã, a grã-duquesa Maria Pavlovna, que tinha escapado da Rússia revolucionária através da Ucrânia, juntamente com o seu segundo marido, o príncipe Sergei Mikhailovich Putiatin. Dmitri mudou-se para a casa com a sua irmã e cunhado, vivendo juntos em South Kensington. Os Yusupov haviam escapado da Rússia com a imperatriz-viúva, Maria Feodorovna, e também se instalaram em Londres. Pavlovich evitou os Yusupov, ressentido por ele ter quebrado o silêncio sobre os pormenores do assassínio de Rasputin. As relações entre Dmitri e Putiatin também se deterioraram rapidamente. Na primavera de 1920, Maria Pavlovna regressou a Paris para se encontrar com a sua madrasta, a princesa Olga Paley, e as suas duas meia-irmãs. Decidiu ficar na capital francesa para estar mais próxima delas. Descontente em Inglaterra, Dmitri seguiu a sua irmã para Paris no verão de 1920.

### Exílio em Paris

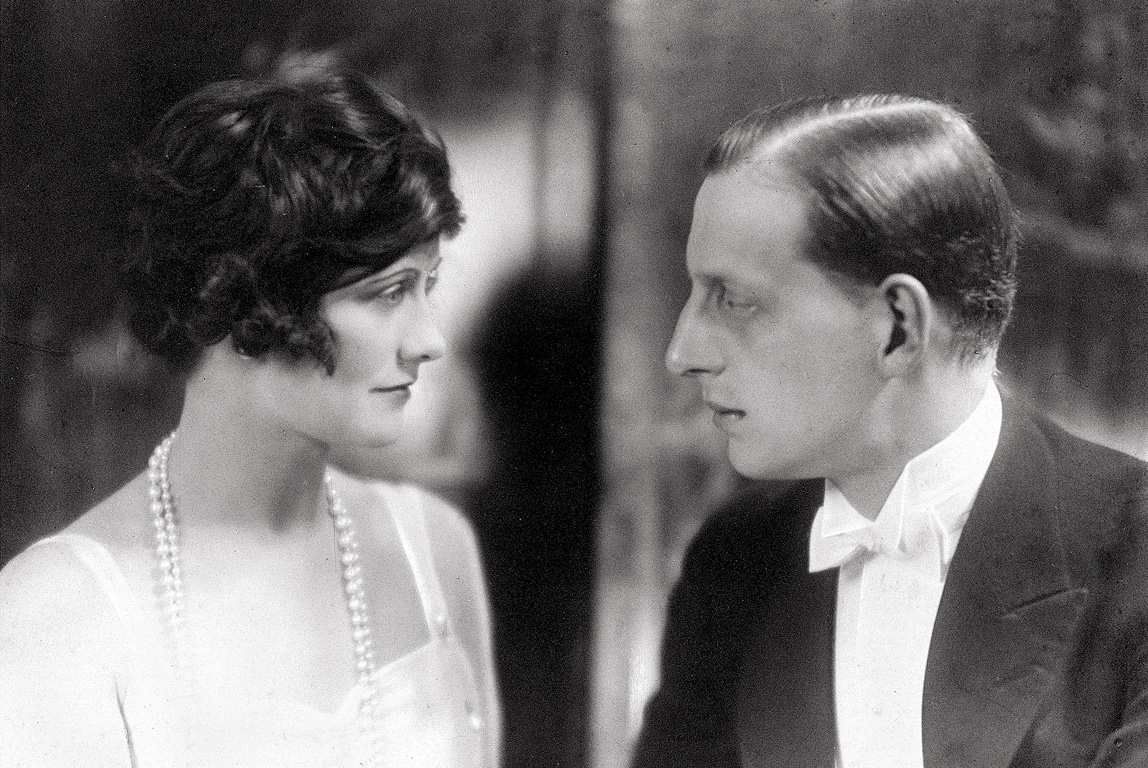
Dmitri e Coco Chanel na década de 1920.

Em Paris, Dmitri alugou quartos em um hotel até encontrar um modesto apartamento de dois cômodos. Os lucros da venda de seu palácio em São Petersburgo permitiram que ele vivesse bem, mas se esgotaram rapidamente. Ele havia doado generosamente a outros emigrantes necessitados e a instituições de caridade russas. No verão de 1921, Dmitri acompanhou sua irmã à Dinamarca para uma reunião com seu filho, o príncipe Leonardo. Enquanto estava na Dinamarca, Dmitri viu a família Marling novamente e com sua irmã visitou Maria Feodorovna, que havia se retirado para sua villa em Hvidore.
Com seus recursos econômicos se esgotando, o grão-duque Dmitri encontrou emprego servindo no conselho de uma empresa de champanhe. Um jornalista norte-americano o descreveu nessa época como atraente: "Ele é, em sua pessoa esguia e bem cuidada, tudo o que um grão-duque deve ser - especialmente se você gosta de seu grão-duque jovem, barbeado e côncavo na cintura. Ele tem uma figura como Rudolph Valentino". Bem conhecido na cena parisiense da década de 1920, Dmitri estava tendo um caso com a cantora de ópera Marthe Davelli. Foi por meio dela que Dmitri se aproximou de Coco Chanel. "Você, leva-o", a cantora supostamente o ofereceu a sua velha amiga: "Ele é muito caro para mim". Chanel e Dmitri, que na verdade se conheceram em Paris antes da Primeira Guerra Mundial, tornaram-se amantes. O relacionamento deles durou cerca de um ano. Começou na primavera de 1921 com uma estadia fora de temporada em Monte Carlo, onde tentaram viver o mais discretamente possível. A irmã de Dmitri, Maria Pavlovna, encontrou um nicho para si na crescente indústria da moda parisiense ao fundar uma empresa chamada "Kitmir", especializada em bordados de miçangas e lantejoulas, e fez muitos trabalhos para a Chanel. Foi Dmitri quem apresentou a Chanel a Ernest Beaux, o perfumista que criou o Chanel No. 5, seu produto mais duradouro. Coco e Dmitri passaram um verão feliz em uma vila perto de Arcachon. O romance acabou, mas eles permaneceram amigos. Chanel comentaria mais tarde: "Esses grão-duques são todos iguais, um rosto admirável por trás do qual não há nada, olhos verdes, ombros largos, mãos finas... as pessoas mais pacíficas, a própria timidez. Eles bebem apenas para não terem medo. Altos, bonitos, soberbos, esses russos são. E por trás disso não há nada: vazio e vodca".
Sendo o mais jovem grão-duque a sobreviver à Revolução Russa, Dmitri era uma figura proeminente da comunidade russa no exílio. Ele havia sido proposto como potencial candidato ao trono por vários grupos monarquistas. No início da década de 1920, havia uma rivalidade acirrada entre os apoiadores do grão-duque Cyril Vladimirovich e os do grão-duque Nicolau Nikolaevich. Enquanto aqueles que não apoiavam Nicolau nem Cyril defendiam a candidatura de Dmitri ao trono russo.[carece de fontes?]
Em 8 de agosto de 1922, um improvisado Zemski Sobor foi convocado em Priamurye, e o grão-duque Nicolau Nikolaevich foi "eleito" imperador. O grão-duque não aceitou nem recusou esse gesto vazio. Tendo esperado pela confirmação da morte do imperador Nicolau II, seu filho e seu irmão, em 1924, o grão-duque Cyril Vladimirovich anunciou (também em 8 de agosto) que assumiria a "tutela" do trono da Rússia. Pouco depois, em 13 de setembro, ele emitiu seu manifesto sobre a assunção de todos os direitos imperiais e o título de imperador. Em 25 de setembro de 1924, o grão-duque Alexandre Mikhailovich fez um apelo aos russos para que apoiassem o grão-duque Cyril Vladimirovich. Foi nessa época que o grão-duque Dmitri, que não tinha ambições políticas para si mesmo, apoiou a reivindicação de seu primo, o grão-duque Cyril Vladimirovich. O grão-duque Dmitri também era politicamente ativo. Juntamente com seu primo, o príncipe Dmitri Alexandrovich, ele se envolveu intensamente nas organizações juvenis monarquistas que surgiram no período entre guerras. Em 1923, a maior delas era a "União da Jovem Rússia", que pregava a ortodoxia, o nacionalismo, o monarquismo e o coletivismo camponês.

### Casamento

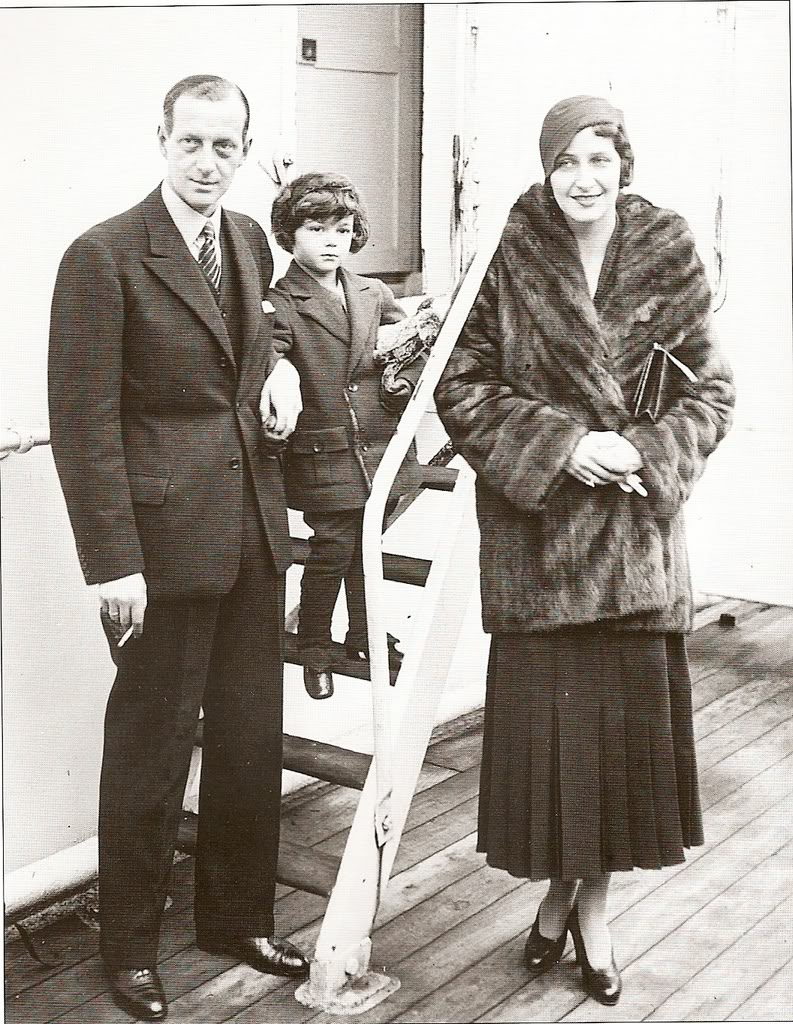
Dmitri com sua esposa Audrey Emery e seu filho Pualo na década de 1930.

Em 1923, a grã-duquesa Maria Pavlovna se divorciou de seu segundo marido e comprou uma pequena casa em Boulogne-sur-Seine e Dmitri se mudou com ela para o último andar. Como ele trabalhava em Reims para a empresa de champanhe, ele estava fora a maior parte do dia, mas passava a noite com sua irmã. Convidado para um chá em Versalhes com sua irmã, ele conheceu Audrey Emery, uma sofisticada e atraente herdeira norte-americana. Seu pai era um milionário e, após sua morte, sua mãe se casou com um filho do segundo conde de Lichfield. O grão-duque Dmitri não tinha fortuna para oferecer, mas eles se apaixonaram e se casaram na Igreja Ortodoxa de Biarritz em 21 de novembro de 1926. Foi um casamento morganático, e Audrey, que se converteu à Ortodoxia Russa e adotou o nome de Anna Ioannovna no batismo, recebeu o título de Sua Alteza Sereníssima, Princesa Romanovskaya-Ilyinskaya de seu primo, o grão-duque Cyril. Eles passaram a lua de mel na Inglaterra, onde estabeleceram seu primeiro lar. O único filho do casal, Paulo Romanovsky-Ilyinsky, nasceu em Londres em 1928. Paulo cresceu na França, Reino Unido e Estados Unidos; ele serviu como fuzileiro naval dos Estados Unidos na Guerra da Coreia. Em 1989, ele foi eleito prefeito de Palm Beach, Flórida, e assim se tornou o único descendente Romanov conhecido por ter ocupado um cargo público eleito. Após a queda da União Soviética em 1991, uma delegação de monarquistas russos abordou-o e pediu-lhe que assumisse o título de imperador, o que ele recusou.

## Últimos anos
O grão-duque Dmitri e a sua esposa podiam permitir-se um estilo de vida muito opulento, com residências em Londres, Biarritz, Neuilly-sur-Seine e no Castelo de Beaumesnil, perto de Caen, além de viagens aos Estados Unidos. Após dez anos de casamento, divorciaram-se em 1937. Dmitri passou então a viver em Beaumesnil, o qual havia adquirido em 1927. Ao longo dos anos, Dmitri foi ficando desapontado com as perspetivas de restauração da monarquia na Rússia e afastou-se da vida pública. Viveu em Beaumesnil até 1938, quando, devido ao agravamento da sua saúde, vendeu o castelo.[carece de fontes?]
Em 1937, a sua ex-esposa casou novamente. O seu filho estava a estudar em Inglaterra, mas Dmitri podia passar as férias escolares com ele até 1939, quando foi decidido enviá-lo para os Estados Unidos por motivos de segurança. Eles viram-se pela última vez em Génova, onde passaram três dias antes de Paulo embarcar para os Estados Unidos.
Apesar de não gozar de uma saúde robusta, o grão-duque Dmitri foi, durante grande parte da sua vida, um desportista muito ativo, destacando-se no polo, equitação, ténis e bobsleigh. Os seus médicos em Londres e em Davos estimaram que ele tenha contraído tuberculose pela primeira vez por volta de 1929, doença que teve um curso crónico. Ele entrou no Sanatório Schatzalp em Davos, na Suíça, a 2 de setembro de 1939, um dia após a invasão da Polónia pelos alemães, e comentou numa carta à sua irmã que nunca tinha passado uma única noite em qualquer tipo de hospital ou instituição médica. A sua saúde começou a deteriorar-se de forma constante em agosto de 1940. No outono desse ano, foi submetido a uma operação sem sucesso e ficou confinado à cama durante três meses. Após duas outras operações, em janeiro e fevereiro de 1941, os médicos mostraram-se otimistas. Da segurança do sanatório em Davos, Dmitri seguiu com grande interesse os acontecimentos da Segunda Guerra Mundial; escreveu a um amigo a 10 de abril de 1940, véspera da queda de França, dizendo: "tudo começa a parecer pequeno em comparação com os acontecimentos mundiais".
A 4 de março de 1942, o grão-duque Dmitri organizou um festival russo para se entreter com o seu amigo e a equipa do sanatório. A celebração continuou até tarde da noite. Na manhã seguinte, Dmitri sofreu um ataque súbito de uremia e morreu aos cinquenta anos. Foi sepultado no Waldfriedhof, em Davos. Após a morte da irmã de Dmitri, Maria Pavlovna, em dezembro de 1958, o seu sobrinho, o príncipe Leonardo Bernadotte, mandou transferir os seus restos mortais para serem sepultados ao lado da sua irmã, na capela do seu castelo na ilha Mainau, no lago de Constança, onde repousam atualmente ao lado da irmã, na cripta da família Bernadotte.